# Margarita y el lobo
Margarita y el lobo es un mediometraje de Cecilia Bartolomé que fue rodado como proyecto final de carrera en la Escuela Oficial de Cine de Madrid.

## Argumento
La película es, en parte, una crítica al discurso de la felicidad propio de la sociedad industrial y de consumo, desde el contexto de mayo del 68, del movimiento hippie de los Estados Unidos y del situacionismo.
Para ello, a través de la historia de Margarita (la protagonista), plantea el matrimonio como un problema central tal y como lo concibe la familia católica, y esboza algunos caminos que pueden seguirse tras la inevitable separación. La separación es, precisamente, consecuencia del fracaso del proceso de domesticación de la mujer por parte del marido pragmático y tecnócrata, pero también es la posibilidad de la creación de un espacio propio, libre e independiente (sobre todo económicamente) para la mujer.
En este sentido, la película propone un desclasamiento alternativo de la mujer, que es actualizada con respecto al modelo franquista, y pone en evidencia la disolución de la articulación de lo público y lo privado según lo estipulado por la burguesía franquista.

## Reacciones
La película fue prohibida en España y provocó que su directora, Cecilia Bartolomé fuera incluida en una lista negra por lo que a la salida de la Escuela no pudo trabajar con su nombre y tuvo que dedicarse a la publicidad y a rodar documentales industriales.